# Piar (Bolívar)
Pour les articles homonymes, voir Piar.
Piar est l'une des onze municipalités de l'État de Bolívar au Venezuela. Son chef-lieu est Upata. En 2011, la population s'élève à 98 274 habitants.

## Géographie

### Subdivisions
La municipalité est divisée en deux paroisses civiles et une section capitale (en italiques et suivie d'une astérisque) avec, chacune à sa tête, une capitale (entre parenthèses) :
- Andrés Eloy Blanco (El Pao de El Hierro) ;
- Pedro Cova (El Manteco) ;
- Section capitale Piar * (Upata).